# Fundação Memorial John Simon Guggenheim
A Fundação Memorial John Simon Guggenheim foi fundada em 1925  por Olga e Simon Guggenheim em memória de seu filho, que morreu em 26 de abril de 1922.  A organização concede bolsas Guggenheim para profissionais que demonstraram capacidade excepcional ao publicar um corpo significativo de trabalhos nos campos das ciências naturais, ciências sociais, humanidades e artes criativas, excluindo as artes cênicas. 